# Guever
Guever este o comună din departamentul Barkewol, Regiunea Assaba, Mauritania, cu o populație de 5.161 locuitori.